# Populární hudba současnosti
Populární hudbou současnosti jsou zde míněny všechny podoby hudby populárního typu v období od vzniku jazzových aplikací, směřujících k uspokojení obecného vkusu (20. léta 20. století) do dnešní doby. Pro tento široký okruh hudby je kromě jiného typické, že genericky nevychází z klasického schématu evropské hudby (jakou je historická populární hudba např. typu operety), jakkoli může přejímat její dílčí skladebně i nástrojově prvky.